# 1850 год в театре
1850 год в театре

## События

### Постановки
- 22 февраля, Париж — «Стелла, или Контрабандисты[фр.]» на музыку Цезаря Пуни в постановке Артура Сен-Леона.
- Москва — «Холостяк» И. С. Тургенева (Малый театр, в роли Мошкина М. С. Щепкин).
- Екатеринбург — «Уголино» Н. А. Полевого (Первый городской театр, режиссёр П. А. Соколов).

### Деятели театра
- Иван Тургенев закончил пьесу «Месяц в деревне» (опубликована в 1855 году).

## Родились
- 19 июня, Санкт-Петербург — Евгения Соколова, артистка балета и педагог.
- 21 июня, Рим — Энрико Чекетти, итальянский танцовщик-виртуоз, балетмейстер, педагог, автор методики обучения искусству танца.
- 26 июля – Анна Саксе-Гофмейстер, немецкая оперная певица.
- 25 августа – Георгий Захарович Тер-Давтян, народный артист Армянской ССР.
- 20 сентября – Аделина Виейра, бразильски драматург.
- 18 октября — Арвид Фредерик Эдман, шведский оперный певец (тенор). Член Шведской музыкальной академии.
- Фатих Халиди, татарский писатель, драматург, переводчик, просветитель, один из зачинателей татарской драматургии.